# The Fendermen
The Fenderman war ein US-amerikanisches Rock-Duo. Sundquist und Humphrey, die Ende der 1950er Jahre jeweils eine eigene Band hatten, schlossen sich 1959 zusammen und benannten dieses Gitarrenduo The Fenderman. Der Name der Band entstand durch die von beiden gespielte Gitarre der Marke Fender. Ihren einzigen Charterfolg hatten sie im Jahr 1960 mit dem bereits 1930 von Jimmie Rodgers geschriebenen Song Mule Skinner Blues.

## Diskografie

### Singles
- 1960: Don't You Just Know It / Beach Party
- 1960: Mule Skinner Blues / Janice (spätere Versionen mit abweichender B–Seite)
- 1961: Heartbreakin' Special / Can't You Wait

### Alben
- 1962: Mule Skinner Blues